# Ogmore Valley
Ogmore Valley (en anglais) ou Cwm Ogwr (en gallois) est une communauté du borough de comté de Bridgend, au pays de Galles.
Comme son nom l'indique, elle est centrée sur la vallée de l'Ogmore (en). Elle comprend les villages de Nant-y-moel (en), Price Town (en), Wyndham (en), Ogmore Vale (en) et Lewistown (en). Au recensement de 2011, elle comptait 7 954 habitants.